# Atomorpha dumonti
Atomorpha dumonti är en fjärilsart som beskrevs av Abel Dufrane. Atomorpha dumonti ingår i släktet Atomorpha och familjen mätare. Inga underarter finns listade i Catalogue of Life.